# محوطه دیوار سنگچین ۳
محوطه دیوار سنگچین ۳ مربوط به سده‌های میانه و متاخر دوران‌های تاریخی پس از اسلام است و در شهرستان اسفراین، بخش مرکزی، دهستان دامنکوه، ۳/۵ کیلومتری شمال روستای چهاربرج واقع شده و این اثر در تاریخ ۱۸ شهریور ۱۳۸۷ با شمارهٔ ثبت ۲۳۲۸۷ به‌عنوان یکی از آثار ملی ایران به ثبت رسیده است.